# DN57B
De DN57B (Drum Național 57B of Nationale weg 57B) is een weg in Roemenië. Hij loopt van Oravița via Anina naar Iablanița. De weg is 97 kilometer lang.